# خوسيه فرنسيسكو أورتيغا
خوسيه فرنسيسكو أورتيغا (بالإنجليزية: José Francisco Ortega) هو مستكشف أمريكي، ولد في 1734، وتوفي في 1 فبراير 1798.